# Francesco Cigalini

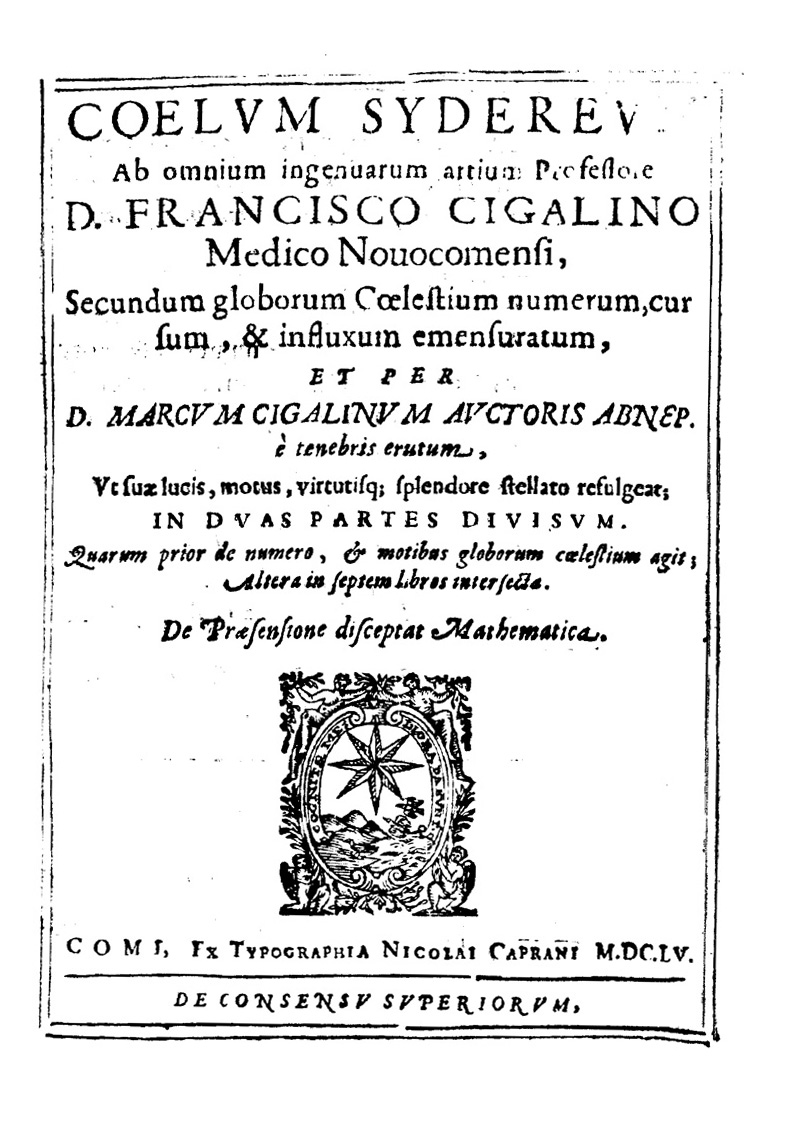
Coelum sydereum, 1655

Francesco Cigalini (Como, 1489 – Como, 5 luglio 1551) è stato un umanista, medico e astrologo italiano.

## Biografia
Nato a Como e figlio del medico Paolo Cigalini, seguì negli studi il padre ma si interessò anche di diversi altri campi come la storia, le lingue antiche, la filosofia, la teologia ed ebbe una vera passione per l'astrologia, divenendo una delle maggiori personalità della cultura del comasco. Fu anche un eccellente conoscitore di greco ed ebraico. Scrisse numerose opere, la maggior parte perdute, in particolare su astrologia e antichità. Morì nella città natale nel 1551.
Il suo principale trattato sull'astrologia, Coelum sydereum, fu pubblicato postumo nel 1699 a Como, un secolo dopo che era stato scritto. L'opera, in sette libri, è un'ampia trattazione dell'influsso e dell'efficacia delle costellazioni. Secondo Cigalini «le operazioni delle stelle avvengono secondo natura, non secondo matematica».

## Opere
- (LA) Coelum sydereum. Apologia de numero, & motibus corporum coelest. et Volturrenus de mathematica praesensione, Como, Nicolaus Caprani, 1655.